# 유재신
유재신(柳在信, 1987년 11월 21일~)은 대한민국의 야구 선수 출신 지도자이다. 선수 시절 포지션은 외야수였으며 현재 KBO 리그 롯데 자이언츠의 외야수비/1루코치를 맡고 있다. 그의 아버지는 KBO 리그 롯데 자이언츠의 외야수인 유두열이다.

## 선수 경력

### 현대 유니콘스
2006년에 입단하였다.

### 우리 히어로즈
2008년 4월 1일 한화 이글스와의 경기에 출전하며 데뷔 첫 경기를 치렀고, 경기에서 1타수 무안타를 기록했다.

### 경찰 야구단
2010년에 입단하였다.

### 넥센 히어로즈
타격이 약한 편이지만 발이 빨라 대주자로 많이 출전했다. 수비를 잘하고 내야 수비와 외야 수비가 모두 가능해 수비 백업으로 자주 출전했다.

### KIA 타이거즈
2017년 7월 31일 당시 넥센 히어로즈 소속이었던 그와 김세현, KIA 타이거즈 소속이었던 손동욱, 이승호와 2:2 트레이드를 통해 이적하였다. 그해 한국시리즈 엔트리에 들어 우승을 하며, 박철우 박세리가 부자에 이어서 두번째로 부자가 우승을 하였다. 2018년 김광현을 상대로 데뷔 첫 홈런을 만루홈런으로 기록하였다. 2020년 10월 30일에 방출됐다.

## 지도자 경력
2021년부터 두산 베어스의 2군 외야/작전코치로 활동했다.

## 출신 학교
- 부산 사직초등학교 (부산롯데마린즈리틀)
- 사직중학교
- 북일고등학교

## 통산 기록
| 연도 | 팀명     | 타율  | 경기 | 타수 | 득점 | 안타 | 2루타 | 3루타 | 홈런 | 루타 | 타점 | 도루 | 도실 | 볼넷 | 사구 | 삼진 | 병살 | 실책 |
| ---- | -------- | ----- | ---- | ---- | ---- | ---- | ----- | ----- | ---- | ---- | ---- | ---- | ---- | ---- | ---- | ---- | ---- | ---- |
| 2008 | 우리     | 0.258 | 54   | 93   | 19   | 24   | 2     | 1     | 0    | 28   | 7    | 7    | 2    | 1    | 1    | 19   | 2    | 5    |
| 2009 | 히어로즈 | 0.000 | 9    | 4    | 2    | 0    | 0     | 0     | 0    | 0    | 0    | 0    | 0    | 0    | 0    | 1    | 0    | 1    |
| 2012 | 넥센     | 0.235 | 58   | 85   | 14   | 20   | 2     | 2     | 0    | 26   | 7    | 5    | 2    | 6    | 0    | 20   | 0    | 3    |
| 2013 | 넥센     | 0.200 | 75   | 20   | 22   | 4    | 0     | 0     | 0    | 4    | 2    | 7    | 8    | 2    | 1    | 9    | 1    | 2    |
| 2014 | 넥센     | 0.000 | 23   | 2    | 8    | 0    | 0     | 0     | 0    | 0    | 0    | 6    | 2    | 0    | 0    | 0    | 0    | 0    |
| 2015 | 넥센     | 0.259 | 62   | 27   | 21   | 7    | 2     | 0     | 0    | 9    | 3    | 10   | 1    | 3    | 0    | 10   | 2    | 1    |
| 2016 | 넥센     | 0.258 | 93   | 62   | 20   | 16   | 0     | 0     | 0    | 16   | 6    | 16   | 7    | 10   | 0    | 12   | 0    | 2    |
| 2017 | KIA      | 0.222 | 25   | 18   | 4    | 4    | 0     | 0     | 0    | 4    | 1    | 3    | 1    | 1    | 0    | 6    | 0    | 2    |
| 2018 | KIA      | 0.424 | 46   | 33   | 19   | 14   | 3     | 1     | 1    | 22   | 8    | 4    | 0    | 7    | 0    | 10   | 0    | 1    |
| 2019 | KIA      | 0.255 | 71   | 51   | 17   | 13   | 2     | 1     | 0    | 17   | 6    | 4    | 3    | 6    | 0    | 12   | 1    | 1    |
| 통산 | 10시즌   | 0.258 | 516  | 395  | 146  | 102  | 11    | 5     | 1    | 126  | 40   | 62   | 26   | 36   | 2    | 99   | 6    | 18   |